# Aleksej Gastev

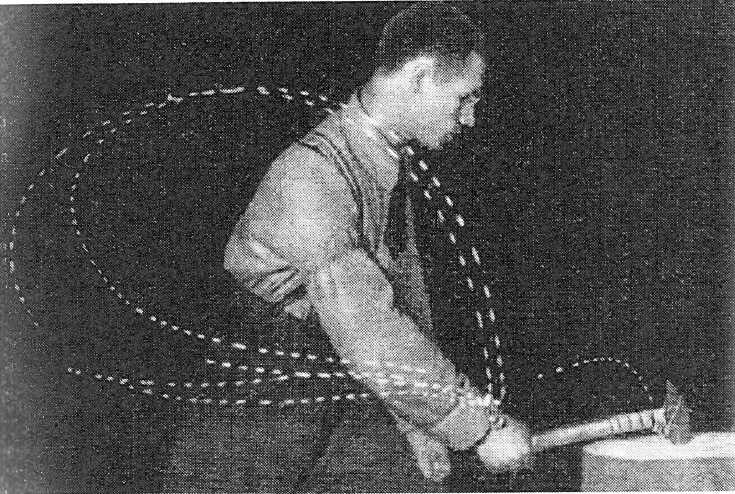
Aleksej Gastev ca 1922–1924.

Aleksej Kapitonovitj Gastev (ryska: Алексей Капитонович Гастев), född 8 oktober (gamla stilen: 26 september) 1882 i Suzdal, död 15 april 1939 i Kommunarka, var en sovjetisk (rysk) poet och fackföreningsman. 

## Biografi
Gastevs mor var sömmerska och fadern lärare. Han inledde studier vid Pedagogiska institutet i Moskva, men blev avstängd på grund av sitt deltagande i revolutionära kretsar. 1901 anslöt han sig till Rysslands socialdemokratiska arbetareparti och deltog i ryska revolutionen 1905. Gastev var inledningsvis bolsjevik och korresponderade under en period med Vladimir Lenin, men bröt kring 1907 med bolsjevikerna. Från 1906 ägnade han sig främst åt facklig verksamhet i Sankt Petersburg. Efter att upprepade gånger ha blivit arresterad flydde Gastev 1910 till Paris, där han kom att ta intryck av den franska syndikalismen. Han återvände 1913 till Ryssland, och valdes efter februarirevolutionen 1917 till sekreterare för metallarbetarfacket i Petrograd. 
1920 grundade Gastev Centrala arbetsinstitutet i Moskva med stöd från den bolsjevikiska regeringen. På denna post utarbetade han flera teorier om utbildning och slogs hårt för sitt koncept av social ingenjörskonst, som består av olika träningsmetoder baserade på olika vetenskapliga studier om människans beteende, både det fysiska och psykiska. Som avantgardistisk poet lovprisar Gastev industrialismen och talar om en ny människa som håller på att ta över. Han var influerad av bl.a. Émile Verhaeren, Walt Whitman och de ryska futuristerna, och flera av hans verk är skrivna i prosadiktform. 1920 övergav han dock sitt litterära arbete för att uteslutande ägna sig åt det vetenskapliga arbetet och forskningen, men även i dessa publicerade arbeten kan man urskilja ett uttryckssätt som påminner om hans poesi.
Gastev blev medlem i Sovjetunionens kommunistiska parti 1931, och 1932 valdes han till ordförande i den sovjetiska standardiseringsbyrån. I september 1938 arresterades Gastev på falska anklagelser om kontrarevolutionär verksamhet. Han tillbringade sin sista tid i fängelse i Moskva och blev efter en snabb rättegång dömd till döden. Domen verkställdes 1939 genom arkebusering. Gastev rehabiliterades 1956.

## Verk
- Poesija rabochego udara (Поэзия рабочего удара). Moskva. 1964, 1971.
- Kak nado rabotat (Как надо работать). Moskva, Ekonomika. 1966, 1972.
- Trudovye ustanovki (Трудовые установки). Moskva, Ekonomika. 1973.